# Habitatge al Camí Ral, 395 (Mataró)
L'Habitatge al Camí Ral, 395 és una obra eclèctica de Mataró (Maresme) protegida com a Bé Cultural d'Interès Local.

## Descripció
Casa entre mitgeres de planta baixa i dues plantes pis. Presenta una porta i finestra reixada amb arcs escarsers a la planta baixa. A la planta pis un balcó longitudinal sustentat per quatre mènsules i dues obertures i al segon pis dos balcons aguantats per cartel·les. A la cornisa s'observa el ritme dels dentellons i més amunt un acroteri amb balustre.